# Instrument d'ordonnance
Les instruments d'ordonnance sont des instruments dits naturels car ils ne peuvent jouer que les notes situées sur les harmoniques de leur son fondamental fondé sur la longueur de leurs tubes, car ils n'ont pas de système de pistons (comme la trompette d'harmonie) ou de coulisse (comme le trombone) pour faire une gamme chromatique.
Dans l'orchestre de batterie fanfare traditionnelle constituée d'instruments à sons naturels, on en compte cinq : le clairon, le clairon basse en Si♭, le cor naturel, la trompette de cavalerie ainsi que la trompette basse en Mi♭. Le répertoire est de plus en plus intéressant et varié. Il faut préciser que dans l'orchestre de batterie fanfare actuel, on trouve des instruments chromatiques dans le pupitre de percussion. Le dernier des instruments d'ordonnance est celui à percussion : le tambour d'ordonnance à la française décliné en 3 tailles 1/2, 3/4, 4/4, dont la réputation des marches militaires napoléoniennes n'est plus à faire.